# فرش بهارستان
فرش بهارستان متعلق به دوره ساسانی که با نام‌های بهارخسرو ، بهارکسرا و مهستان نیز شناخته می‌شود، یکی از مهم‌ترین آثار هنری ایران است که بر اثر حمله مسلمانان به ایران و انتقال آن به مدینه توسط مسلمانان تکه‌تکه شد. این فرش در ایوان کسرا قرار داشته و دارای ۱۴۰ متر طول و ۲۷ متر پهنا بوده‌است، در بافت این فرش از 
ابریشم، طلا، نقره و جواهراتی چون زمرد و مروارید استفاده شده‌است و طرح آن یکی از باغ‌های بهشت را نشان می‌دهد.

بهارستان علاوه بر آنکه نمونه ای شگفت انگیز از هنر ایرانی بود، شاهدی است بر شکوه کاخ تیسفون که در یکی از سالنهای آن این فرش افکنده می شد. مسلماً اعراب با دیدن این فرش به اعجاب و شگفتی و این فرش نفیس و گرانبها را جلوه ای از بهشت یا جنات تجرى من تحت الانهاره که در قرآن کریم بارها وعده داده شده است در نظر آوردند. گویا به همین دلیل که سعد و یارانش از تکه تکه کردن فرش در آنجا منصرف شدند و تصمیم گیری درباره آن فرش را به خلیفه واگذار کردند اگرچه سنگینی و بزرگی فرش بهارستان، حمل آن را به مدینه دشوار می کرد ولی سعد مجموع غنایم و فرش را با نهصد اشتر جهت حمل مهیا ساخت
سرنوشت فرش بهارستان بعد از نبرد قادسیه
فرش را همین که به نزد عمر در مدینه آوردند. او در جمع مردم با آنان سخن گفت . و ارزش فرش را به آنان گفت و نظر آنان را درباره فرش بهارستان پرسید، اعراب دانشگاه خوارزمی مسلمان در این باره هم عقیده نبودند. برخی گفتند عمر خود بگیرد و از آن خویش ۱۳ کند. برخی به رأی عمر واگذاشتند برخی تباه گفتند و آشوب کردند. پس علی (ع) به سخن ایستاد و به عمر گفت چرا نادانی میکنی و از باور به گمان روی می آوری اگر امروز تو این فرش را این چنین بپذیری فردا کسانی نیز هستند که به این روش روی می آورند و چیزی که متعلق به آنان نیست مال خود می دانند. عمر گفت: راست گفتی و اندرز دادی بنابرین فرش بهارستان را تکه تکه کرد و در میان
یاران خود تقسیم کرد. ابن مسکویه ۱۳۷۶ (۳۲۶/۱ با این حال بعد از اظهار نظر کردن علی بن ابی طالب (ع) نسبت به فرش بهارستان و تکه تکه شدن آن توسط عمر، به علی بن ابیطالب هم مانند افراد دیگر از اصحاب رسول خدا (ص) مقداری از آن فرش داد که آن حضرت پول آن را میان فقرا و مستمندان اتفاق کردند. عده ایی ارزش آن تکه فرش را بیست هزار درهم یا دینار آورده اند. در حالی که آن تکه نسبت به تکه های دیگر از برتری چندانی برخوردار نبود. طبری، ۱۳۷۵: ۱۸۲۵/۵ ابن مسکویه ۱۳۷۶ ۳۲۶/۱؛ نیز رک کریستن سن، ۱۳۸۶ ۱۶۷) به هر حال فرش بهارستان را باید یکی از بزرگترین فرشهای جهان و جزء با ارزش ترین فرشهای جهان باستان بشمار آورد.
قطعه قطعه شدن فرش بهارستان توسط اعراب را باید ناشی از عدم وجود بینش زیباشناسانه و درک هنری این فرش در نزد آنان دانست. با توجه به موقعیت جغرافیایی منطقه عربستان که دارای آب و هوای خشک و خشن بود، در نتیجه مردم عرب نیز کمتر به اشیاء هنری از دید زیباشناسانه برخورد می کردند

## در تاریخ طبری
در کتاب تاریخ طبری که توسط ابوجعفر محمد جریر طبری (۳۱۱ – ۲۵۵هجری قمری) نوشته شده‌است این فرش ذکر شده و نویسنده ابعاد آن را به طول ۴۵۰ قدم و عرض ۹۰ قدم در قصر تیسفون توصیف کرده‌است و همچنین روبرت بامبان نویسنده و پژوهشگر ایرانی مقیم آمریکا در کتابی با نام «آیا می‌دانید که» ابعاد فرش را ۲۶x۲۴ متر ذکر کرده‌است و همچنین آن را مزین به جواهرات گران‌بها توصیف کرده‌است.

## در تاریخ ابن اثیر
خسروان این فرش گرانبها را برای زمستان خویش نگهداری می‌کردند. چونکه که گل و سربزی داشت و بر آن باده می‌نوشیدند، گویی که ایشان در بوستان به سر می‌بردند. در آن راه‌ها به سان رود بود و رشته گوهرها به سان جویبارها، زمینه آن زر بافت بود و لابه لای آن دانه‌های درشت مروارید، کناره‌هایش به زمین کشت شده می‌مانست و پهنه‌ای را فرا می‌گرفت که آراسته به‌گل و گیاه و سبزی بهاری باشد. برگ‌ها از ابریشم بودند و بر شاخه‌های زرین جای داشتند. گل‌های آن زرین و سیمین بودند و میوه‌های آن گوهر و مانند آن. عربان آن را قطف می‌خواندند. فرش را به سوی عمر فرستادند وی آن فرش گرانبها را تکه‌تکه ساخت و میان ایشان بخش کرد، علی را تکه‌ای رسید که بیست هزار دینار بفروخت و این بهترین تکه‌اش نبود.